# Anto Cocagne
Pour les articles homonymes, voir Cocagne.
Anto Cocagne, connue sous le nom de chef Anto, née à Alès est un chef cuisinier et animatrice de télévision  franco-gabonaise.

## Biographie

### Jeunesse et formation
Anto Cocagne naît à Alès d'un père ingénieur et d'une mère nutritioniste. Alors qu'elle est encore bébé, ses parents retournent dans leur pays natal le Gabon. Elle grandit dans une famille de cinq enfants. Elle découvre la cuisine avec sa grand-mère et dès l'âge de 15 ans vend ses pâtisseries à l'école et dans son quartier. 
En 2000 après un bac économique et social, elle décide de poursuivre des études culinaires contre l'avis de son père pour qui la cuisine n'est pas un métier. Elle obtient un BTS au Lycée hôtelier de Grenoble où elle découvre la cuisine française puis intègre l'École Ferrandi Paris tout en travaillant au McDonald's pour payer ses études. Elle est notamment stagiaire chez Alain Hascoët, Éric Pras et les traiteurs Potel & Chabot et Lenôtre. Elle part ensuite aux États-Unis et entre à la Culinary Arts School de l'Université Johnson & Wales (en) de Rhode Island.

### Carrière
En 2010 après ses études Anto Cocagne tente de s'installer au Gabon sans succès et revient à Paris. Elle s'inscrit sur une plateforme et devient traiteur à domicile en étant la seule à proposer un repas africain. « Ma cuisine est traditionnelle, mais je travaille nos produits de façon moderne et en m’inspirant de ce que j’ai appris auprès des chefs français ». 
En 2016, elle est la révélation africaine lors du Gala Africa de la COP22 à Marrakech et devient chroniqueuse pour RFI. En 2018 elle reçoit le prix spécial Eugénie-Brazier du concours La Cuillère d’or et devient la présidente du festival We Eat Africa, le premier festival des cuisines d’Afrique,,,.
Le chef Anto diversifie son activité en devenant directrice artistique du magazine Afro Cooking. 
En 2019, elle anime sur Canal+ Afrique Le rendez-vous avec le chef Anto puis Mon goûter préféré,.
Depuis 2023, elle présente également le magazine Échappées belles sur France 5.
Le chef Anto est la directrice d'un restaurant et d'une épicerie fine Baraka dans le 15e arrondissement de Paris.

## Télévision
- 2018-2021 : Le rendez-vous avec le chef Anto sur Canal+ Afrique
- Depuis 2022 : Mon goûter préféré sur Canal+ Afrique
- Depuis 2023 : Échappées belles sur France 5

## Publications
- Goûts d’Afrique : Recettes et rencontres, Éditions Mango, 2019,  (ISBN 978-2-317-02215-9)
- Mon Afrique, produits phares, savoir-faire, recette, Éditions Mango, 2024,  (ISBN 978-2-317-03558-6)

## Distinctions
- 2016 : Révélation africaine lors du Gala Africa de la COP22 à Marrakech
- 2018 : Prix spécial Eugénie-Brazier du concours La Cuillère d’or